# Филино (Кирилловский район)
Филино (Филинская) — деревня в Кирилловском районе Вологодской области.
Входит в состав Коварзинского сельского поселения, с точки зрения административно-территориального деления — в Коварзинский сельсовет.
Расстояние по автодороге до районного центра Кириллова — 48 км, до центра муниципального образования Коварзино — 12 км.
По переписи 2002 года население — 4 человека.